# Sainte-Pôle
Sainte-Pôle é uma comuna francesa na região administrativa de Grande Leste, no departamento de Meurthe-et-Moselle. Estende-se por uma área de 5,69 km². Em 2010 a comuna tinha 190 habitantes (densidade: 33,4 hab./km²).